# Azra Akın

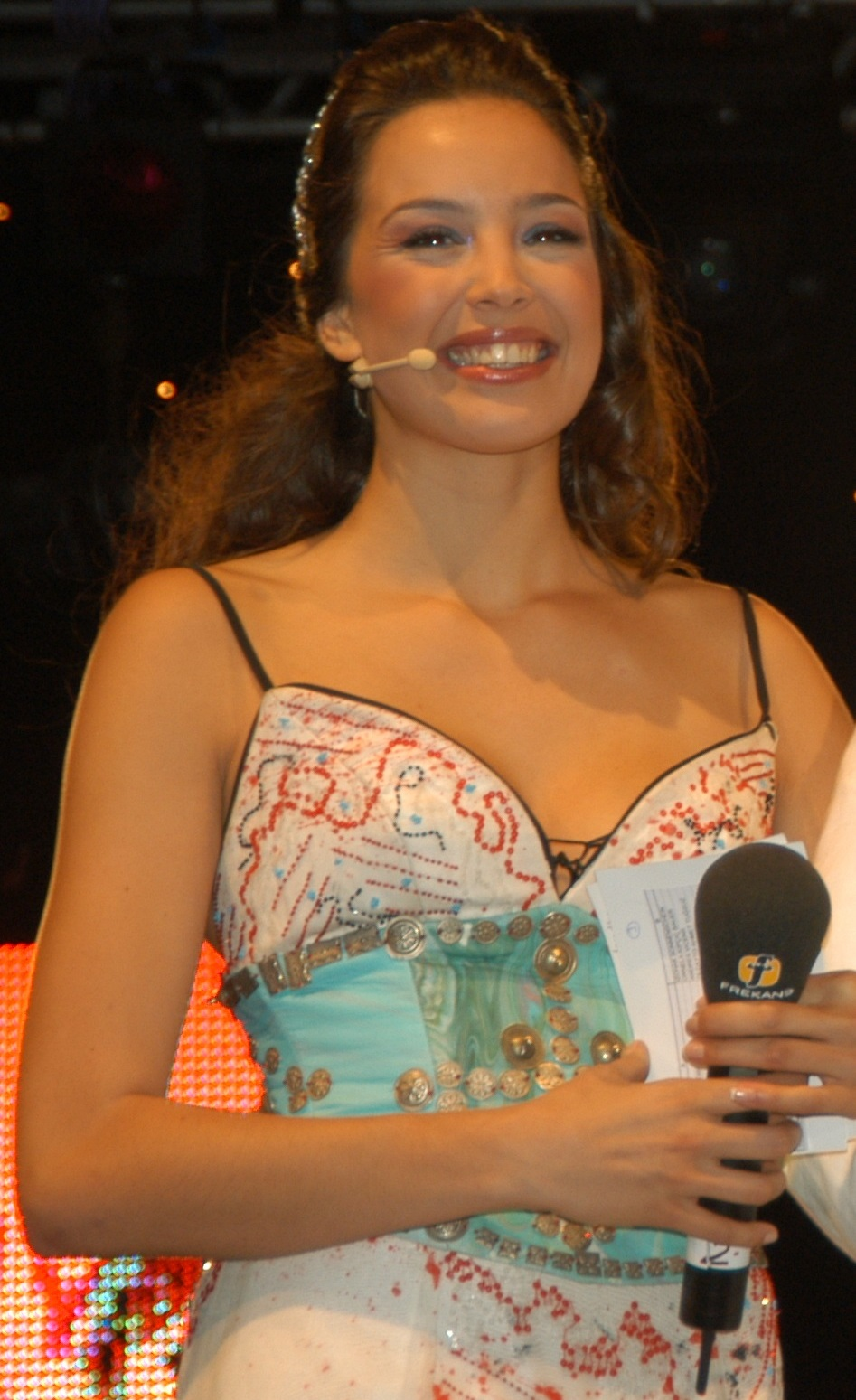
Azra Akın

Azra Akın (anhörenⓘ * 8. Dezember 1981 in Almelo, Niederlande) ist ein türkisches Fotomodell und Schauspielerin. Sie wurde 2002 als Miss Turkey in London zur Miss World 2002 gekürt. Sie wuchs als Kind türkischer Einwanderer in den Niederlanden auf. 2003 gewann sie bei der britischen Reality-Spielshow The Game.
Heute arbeitet Akın als Schauspielerin in der Türkei; nach einigen Nebenrollen spielte sie 2005 in der Schneewittchen-Verfilmung Anlat Istanbul die Hauptrolle.

## Filmografie
- 2004: Yağmur zamanı (Miniserie)
- 2004: Teberik şanssız
- 2005: Anlat İstanbul – Erzähl Istanbul (Anlat Istanbul)
- 2006: Erste Liebe – İlk aşk (Ilk aşk)
- 2007: Oyun bitti (Fernsehserie, fünf Folgen)
- 2009: Geniş Aile (Fernsehserie)
- 2010: Peş Peşe
- 2012: M.U.C.K. (Fernsehserie)
- 2015: Poyraz Karayel (Fernsehserie)